# Лось, Леонид Фёдорович
Леонид Фёдорович Лось (1928—2000) — советский архитектор.

## Биография
Родился 7 октября 1928 года в селе Соколка (ныне Кобелякский район, Полтавская область, Украина). Окончил в 1953 году КГХИ.

## Проекты
- лечебный корпус санатория «Хмельник» (Винницкая область; 1966)
- НИИ клинической и экспериментальной хирургии (1972)
- детская больница (1973)
- клиническая больница НИИ педиатрии, акушерства и гинекологии (1975)
- комплекс Республиканского научно-методического центра охраны здоровья матери и ребёнка (1985)
- архитектурная часть памятников: И. Д. Кудре (село Ревностном; Киевская область; 1988)
- монументы воинам Красной армии (пгт Лысянка, Черкасская область и в Голосково (Хмельницкая область; 1991)
- проекты памятников Т. Г. Шевченко (Ужгород; 1992 и Кременчуг; 1993)

Умер 16 декабря 2000 года в Киеве.

## Награды и премии
- Государственная премия УССР имени Т. Г. Шевченко (1985) — за комплекс Республиканского научно-методического центра охраны здоровья матери и ребёнка